# Lliga grega de waterpolo masculina
La Lliga grega de waterpolo, oficialment coneguda com a A1 Ethniki, és la màxima competició entre clubs de waterpolo que es disputa a Grècia.
Està organitzada per la Federació Hel·lènica de Natació. Es considera una de les millors lligues nacionals de waterpolo europeu, ja que els seus clubs han obtingut un èxit significatiu en competicions europees.
Els campionats de waterpolo dels anys 1923, 1926 i 1927 van formar part dels Jocs Panhel·lènics de Natació, organitzats llavors per l'Associació de Clubs de Gimnàstica Grega (SEGAS). El primer campionat, el 1923, el va guanyar el Peiraikos Syndesmos.

L'equip amb més campionats és l'Olympiakos Pireu amb 39, seguit de l'Ethnikos Pireu amb 38.

L'equip amb més campionats consecutius és l'Ethnikos amb 18 (1953-1959) i 14 (1972-1985), seguit de l'Olympiakos amb 13 (2013-2025). La rivalitat inicial va ser entre els dos equips del Pireu amb l'Ethnikos dominant, però des del 1990 ha estat entre Olympiakos Pireu i NO Vouliagmeni, encara que l'Olympiacos des de llavors continua sent la força dominant al waterpolo grec.

## Historial

### Campionats no reconeguts per la Federació
- 1923 :  Peiraikos Syndesmos
- 1926 :  Ethnikos
- 1927 :  Olympiakos

### Campionat Panhel·lènic
| - 1928 : Aris Salònica - 1929 : Aris Salònica (2) - 1930 : Aris Salònica (3) - 1931 : Ethnikos (2) - 1932 : Aris Salònica (4) - 1933 : Olympiakos (2) - 1934 : Olympiakos (3) - 1935 : NO Patres - 1936 : Olympiakos (4) - 1937 : NO Patres (2) - 1938 : NO Patres (3) - 1939 : NO Patres (4) | - 1940 : NO Patres (5) - 1940-1944 : no disputat - 1945 : NO Patres (6) - 1946 : NO Patres (7) - 1947 : Olympiakos (5) - 1948 : Ethnikos (3) - 1949 : Olympiakos (6) - 1950 : NO Patres (8) - 1951 : Olympiakos (7) - 1952 : Olympiakos (8) - 1953 : Ethnikos (4) - 1954 : Ethnikos (5) | - 1955 : Ethnikos (6) - 1956 : Ethnikos (7) - 1957 : Ethnikos (8) - 1958 : Ethnikos (9) - 1959 : Ethnikos (10) - 1960 : Ethnikos (11) - 1961 : Ethnikos (12) - 1962 : Ethnikos (13) - 1963 : Ethnikos (14) - 1964 : Ethnikos (15) - 1965 : Ethnikos (16) - 1966 : Ethnikos (17) |

### A Ethniki
| - 1967 : Ethnikos (18) - 1968 : Ethnikos (19) - 1969 : Ethnikos (20) & Olympiakos (9) - 1970 : Ethnikos (21) - 1971 : Olympiakos (10) - 1972 : Ethnikos (22) - 1973 : Ethnikos (23) | - 1974 : Ethnikos (24) - 1975 : Ethnikos (25) - 1976 : Ethnikos (26) - 1977 : Ethnikos (27) - 1978 : Ethnikos (28) - 1979 : Ethnikos (29) - 1980 : Ethnikos (30) | - 1981 : Ethnikos (31) - 1982 : Ethnikos (32) - 1983 : Ethnikos (33) - 1984 : Ethnikos (34) - 1985 : Ethnikos (35) - 1986 : ANO Glifada |

### A1 Ethniki
| - 1987 : ANO Glifada (2) - 1988 : Ethnikos (36) - 1989 : ANO Glifada (3) - 1990 : ANO Glifada (4) - 1991 : NO Vouliagmeni - 1992 : Olympiakos (11) - 1993 : Olympiakos (12) - 1994 : Ethnikos (37) - 1995 : Olympiakos (13) - 1996 : Olympiakos (14) - 1997 : NO Vouliagmeni (2) - 1998 : NO Vouliagmeni (3) - 1999 : Olympiakos (15) | - 2000 : Olympiakos (16) - 2001 : Olympiakos (17) - 2002 : Olympiakos (18) - 2003 : Olympiakos (19) - 2004 : Olympiakos (20) - 2005 : Olympiakos (21) - 2006 : Ethnikos (38) - 2007 : Olympiakos (22) - 2008 : Olympiakos (23) - 2009 : Olympiakos (24) - 2010 : Olympiakos (25) - 2011 : Olympiakos (26) - 2012 : NO Vouliagmeni (4) | - 2013 : Olympiakos (27) - 2014 : Olympiakos (28) - 2015 : Olympiakos (29) - 2016 : Olympiakos (30) - 2017 : Olympiakos (31) - 2018 : Olympiakos (32) - 2019 : Olympiakos (33) - 2020 : Olympiakos (34) - 2021 : Olympiakos (35) - 2022 : Olympiakos (36) - 2023 : Olympiakos (37) - 2024 : Olympiakos (38) - 2025 : Olympiakos (39) |

## Palmarès
| Títulos | Club                  | Temporadas |
| ------- | --------------------- | --- |
| 39      | Olympiakos S.F. Pireu | 1927, 1933, 1934, 1936, 1947, 1949, 1951, 1952, 1969*, 1971, 1992, 1993, 1995, 1996, 1999, 2000, 2001, 2002, 2003, 2004, 2005, 2007, 2008, 2009, 2010, 2011, 2013, 2014, 2015, 2016, 2017, 2018, 2019, 2020, 2021, 2022, 2023, 2024, 2025 |
| 38      | Ethnikos Pireu        | 1926, 1931, 1948, 1953, 1954, 1955, 1956, 1957, 1958, 1959, 1960, 1961, 1962, 1963, 1964, 1965, 1966, 1967, 1968, 1969*, 1970, 1972, 1973, 1974, 1975, 1976, 1977, 1978, 1979, 1980, 1981, 1982, 1983, 1984, 1985, 1988, 1994, 2006       |
| 8       | NO Patres             | 1935, 1937, 1938, 1939, 1940, 1945, 1946, 1950 |
| 4       | Aris Salònica         | 1928, 1929, 1930, 1932 |
| 4       | ANO Glifada           | 1986, 1987, 1989, 1990 |
| 4       | NO Vouliagmeni        | 11991,1997, 1998, 2012 |
| 1       | Peiraikos Syndesmos   | 1923 |

## Aparicions a A' Ethniki (1967―2025)
L'A' Ethniki (Divisió Nacional) va començar el 1967, però el campionat grec va començar el 1923 com a Campionat Panhel·lènic. Els equips en negreta participen a la temporada 2024-25.
| App | Club                          |
| --- | ----------------------------- |
| 59  | Olympiakos Pireu              |
| 57  | Ethnikos Pireu                |
| 50  | NO Quios                      |
| 47  | Panathinaikós Atenes          |
| 46  | NO Patres                     |
| 45  | NO Vouliagmeni                |
| 45  | ANO Glifada                   |
| 37  | AO Palaió Fàliro              |
| 30  | P.A.O.K. Salònica             |
| 29  | NO Khanià                     |
| 25  | Panionios Nea Smirni (Atenes) |
| 16  | Iraklis Salònica              |

| App | Club                      |
| --- | ------------------------- |
| 16  | ΝΑΟ Kerkyra (Corfú)       |
| 14  | NO Volos - Argonautes     |
| 13  | NO Kalamaki               |
| 11  | Hydraikos                 |
| 10  | Aris Salònica             |
| 8   | OF Thalassis Salònica     |
| 8   | Apollon Smyrnis (Atenes)  |
| 7   | NO Chalkis                |
| 7   | Ilisiakos Atenes          |
| 6   | Poseidon Ilision (Atenes) |
| 6   | NE Patres                 |
| 6   | GS Peristeri              |

| App | Club                  |
| --- | --------------------- |
| 5   | ENO Egyptioton Atenes |
| 5   | AEK Atenes            |
| 3   | NO Argostoli          |
| 3   | Nireas Khalandri      |
| 3   | NO Mitilene           |
| 3   | Aris Níkea            |
| 3   | NO Larisa             |
| 2   | Nireas Lamia          |
| 2   | GS Heliópolis         |
| 2   | OYK Volos             |
| 1   | OFI Creta             |
| 1   | Phoenix Pireu         |